# Первое правительство Цвиянович
Первое правительство Жельки Цвиянович (серб. Прва влада Жељке Цвијановић, босн. и хорв. Vlada Republike Srpske Željke Cvijanović I) было сформировано 12 марта 2013 года. Оно стало четырнадцатым по счёту Правительством Республики Сербской. Голосование по предложенным кандидатурам проходило среди депутатов восьмого созыва Народной скупщины Республики Сербской. 50 депутатов высказались «за», 23 — «против», три депутата воздержались.
Главой Правительства была избрана Желька Цвиянович, ставшая первой женщиной на этом посту. Ранее Цвиянович занимала пост министра экономического развития и регионального сотрудничества Республики Сербской. Ряд министров из прежнего состава правительства сохранили свои посты: Зоран Тегелтия (Министерство финансов), Горана Златкович (Министерство юстиции), Лейла Решич (Министерство местного самоуправления), Петар Джокич (Министерство труда и защиты ветеранов и инвалидов), Неделько Чубрилович (Министерство транспорта и связи), Сребренка Голич (Министерство пространственного планирования, строительства и экологии), Давор Чордаш (Министерство по вопросам беженцев и переселенных лиц), Ясмин Комич (Министерство науки и технологий), Нада Тешанович (Министерство семейной и молодёжной политики и спорта), Желько Ковачевич (Министерство промышленности, энергетики и горного дела). Другие министерства получили новых руководителей.
Правительство Республики Сербской является главным органом исполнительной власти Республики Сербской — составной части (энтитета) Боснии и Герцеговины. Его полномочия установлены Конституцией РС и рядом законов. В частности, оно предлагает на рассмотрение Народной скупщине законы, предлагает план развития Республики и проект бюджета, следит за реализацией и исполнением законов, организовывает деятельность министерств и т. д. Кроме того, именно Правительство принимает решение о создании представительств РС в странах мира.
Состав правительства образует Народная скупщина с учётом национальных квот: министрами должны быть 8 сербов, 5 босняков и 3 хорвата. Глава правительства и два его заместителя должны представлять все три конституционных народа республики.

## Легенда
В списке представлены министры первого правительства Жельки Цвиянович.
Таблица:
- Имя — имя министра на русском и сербском языках;
- Должность — название занимаемой должности на русском и сербском языках;
- Дата вступления в должность — дата, когда министр приступил к исполнению обязанностей;
- Национальность — этническая принадлежность министра;
- Партийная принадлежность — членом какой партии является министр (название партии на русском и сербском языках);
- Примечания — ссылки на источники.

Сортировка может проводиться по любому из выбранных столбцов таблиц.

## Состав Правительства
| Имя                                                 | Должность | Дата вступления в должность | Национальность             | Партийная принадлежность                                                                                             | Пр.                        |                            |
| Председатель Правительства                          | Председатель Правительства | Председатель Правительства  | Председатель Правительства | Председатель Правительства                                                                                           | Председатель Правительства | Председатель Правительства |
| --------------------------------------------------- | --- | --------------------------- | -------------------------- | --- | -------------------------- | -------------------------- |
| Желька Цвиянович серб. Жељка Цвијановић             | Председатель Правительства серб. Предсједник Владе Републике Српске                                                              | 12 марта 2013               | Сербка                     | Союз независимых социал-демократов серб. Савез независних социјалдемократа                                           | [ 1 ]                      |                            |
| Министры                                            | |                             |                            | |                            |                            |
| Игор Видович хорв. Igor Vidović                     | Министр экономических связей и регионального сотрудничества серб. Министар за економске односе и регионалну сарадњу              | 12 марта 2013               | Хорват                     | Союз независимых социал-демократов серб. Савез независних социјалдемократа                                           | [ 1 ] [ 4 ] [ 7 ]          |                            |
| Горан Мутабджия серб. Горан Мутабџија               | Министр просвещения и культуры серб. Министар просвјете и културе                                                                | 12 марта 2013               | Серб                       | Союз независимых социал-демократов серб. Савез независних социјалдемократа                                           | [ 1 ] [ 4 ] [ 7 ]          |                            |
| Зоран Тегелтия серб. Зоран Тегелтија                | Министр финансов серб. Министар финансија                                                                                        | 12 марта 2013               | Серб                       | Союз независимых социал-демократов серб. Савез независних социјалдемократа                                           | [ 1 ] [ 4 ] [ 7 ] [ 8 ]    |                            |
| Радислав Йовичич серб. Радислав Јовичић             | Министр внутренних дел серб. Министар унутрашњих послова                                                                         | 12 марта 2013               | Серб                       | Союз независимых социал-демократов серб. Савез независних социјалдемократа                                           | [ 1 ] [ 4 ] [ 7 ]          |                            |
| Горана Златкович босн. Gorana Zlatković             | Министр юстиции серб. Министар правде                                                                                            | 12 марта 2013               | Бошнячка                   | Союз независимых социал-демократов серб. Савез независних социјалдемократа                                           | [ 1 ] [ 4 ] [ 7 ]          |                            |
| Лейла Решич босн. Lejla Rešić                       | Министр местного самоуправления серб. Министар је управе и локалне самоуправе                                                    | 12 марта 2013               | Бошнячка                   | Демократический народный союз серб. Демократски народни савез                                                        | [ 1 ] [ 4 ] [ 7 ] [ 9 ]    |                            |
| Петар Джокич серб. Петар Ђокић                      | Министр труда и защиты ветеранов и инвалидов серб. Министар рада и борачко-инвалидске заштите РС                                 | 12 марта 2013               | Серб                       | Социалистическая партия серб. Социјалистичка партија                                                                 | [ 1 ] [ 4 ] [ 7 ] [ 10 ]   |                            |
| Маида Ибришагич-Хрстич босн. Maida Ibrišagić Hrstić | Министр торговли и туризма серб. Министар трговине и туризма                                                                     | 12 марта 2013               | Бошнячка                   | Союз независимых социал-демократов серб. Савез независних социјалдемократа                                           | [ 1 ] [ 4 ] [ 7 ]          |                            |
| Желько Ковачевич серб. Жељко Ковачевић              | Министр промышленности, энергетики и горного дела серб. Министар привреде, енергетике и развоја                                  | 12 марта 2013               | Серб                       | Социалистическая партия серб. Социјалистичка партија                                                                 | [ 1 ] [ 4 ] [ 7 ]          |                            |
| Неделько Чубрилович серб. Недељко Чубриловић        | Министр транспорта и связи серб. Министар саобраћаја и веза                                                                      | 12 марта 2013               | Серб                       | Демократический народный союз серб. Демократски народни савез                                                        | [ 1 ] [ 4 ] [ 7 ]          |                            |
| Стево Мирянич серб. Стево Мирјанић                  | Министр сельского хозяйства, лесных и водных ресурсов серб. Министар пољопривреде, шумарства и водопривреде                      | 12 марта 2013               | Серб                       | Союз независимых социал-демократов серб. Савез независних социјалдемократа                                           | [ 1 ] [ 4 ] [ 7 ] [ 11 ]   |                            |
| Сребренка Голич босн. Srebrenka Golić               | Министр пространственного планирования, строительства и экологии серб. Министар за просторно уређење, грађевинарство и екологију | 12 марта 2013               | Бошнячка                   | Союз независимых социал-демократов серб. Савез независних социјалдемократа                                           | [ 1 ] [ 4 ] [ 7 ] [ 12 ]   |                            |
| Давор Чордаш хорв. Davor Čordaš                     | Министр по вопросам беженцев и переселенных лиц серб. Министар за избјеглице и расељена лица                                     | 12 марта 2013               | Хорват                     | Хорватское демократическое содружество Боснии и Герцеговины серб. Хрватска демократска заједница Босне и Херцеговине | [ 1 ] [ 4 ] [ 7 ] [ 13 ]   |                            |
| Слободан Станич серб. Слободан Станић               | Министр здравоохранения и социальной защиты серб. Министар здравља и социјалне заштите                                           | 12 марта 2013               | Серб                       | Союз независимых социал-демократов серб. Савез независних социјалдемократа                                           | [ 1 ] [ 4 ] [ 7 ]          |                            |
| Драган Богданич серб. Драган Богданић               | Министр здравоохранения и социальной защиты серб. Министар здравља и социјалне заштите                                           | 5 сентября 2013             | Серб                       | Союз независимых социал-демократов серб. Савез независних социјалдемократа                                           | [ 14 ]                     |                            |
| Ясмин Комич босн. Jasmin Komić                      | Министр науки и технологий серб. Министар науке и технологије                                                                    | 12 марта 2013               | Бошняк                     | Беспартийный | [ 1 ] [ 4 ] [ 7 ]          |                            |
| Нада Тешанович хорв. Nada Tešanović                 | Министр семейной и молодёжной политики и спорта серб. Министар за породицу, омладину и спорт                                     | 12 марта 2013               | Хорватка                   | Союз независимых социал-демократов серб. Савез независних социјалдемократа                                           | [ 1 ] [ 4 ] [ 7 ]          |                            |

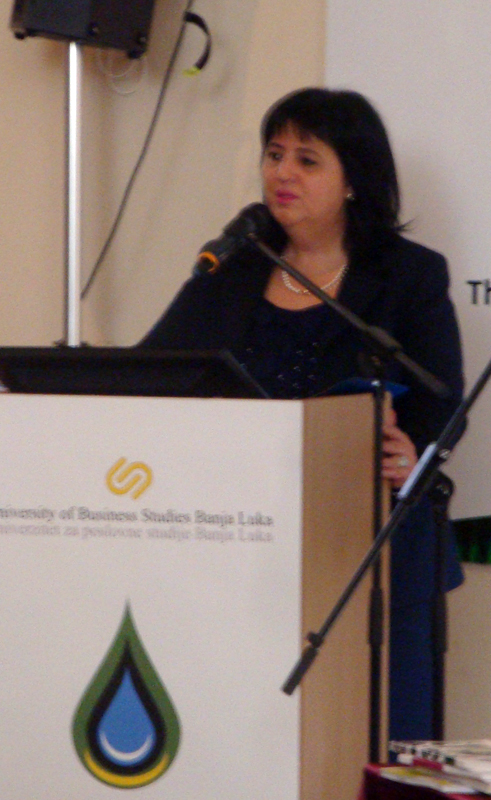
Сребренка Голич, министр пространственного планирования, строительства и экологии